# Scholastica van Wettin
Scholastica van Wettin (1391/1395 – 12 mei 1461/1463), was een Duitse prinses. Zij trouwde met hertog Jan I van Żagań. Van 1439 tot haar dood regeerde zij als hertogin-douairière over Nowogród Bobrzańsk (Naumburg am Bober). 

## Biografie
Scholastica was de dochter van keurvorst Rudolf III van Saksen en Anna van Wettin, de dochter van graaf Balthasar van Thüringen.
Tussen 1405 en 1409 trouwde Scholastica met hertog Jan I van Żagań met wie zij tien kinderen kreeg. Haar man wordt in de kronieken van die tijd beschreven als een gewelddadige en sadistische persoon. Nadat Scholastica, de slechte behandeling door haar man beu, een mislukte poging had gedaan om hem te ontvluchten, werd zij verbannen naar Nowogród Bobrzańsk (Naumburg am Bober). Jan I liet Scholastica bij zijn dood het domein Nowogród Bobrzańsk na, waarover zij tot haar dood regeerde.